# Nowoczernorieczenskij
Nowoczernorieczenskij (ros. Новочернореченский) – osiedle w Rosji, w Kraju Krasnojarskim, w rejonie kozulskim. W 2010 liczyło 3802 mieszkańców.